# (37664) 1994 PF39
1994 PF39 (asteroide 37664) é um asteroide da cintura principal. Possui uma excentricidade de 0.16719330 e uma inclinação de 17.47418º.
Este asteroide foi descoberto no dia 10 de agosto de 1994 por Eric Walter Elst em La Silla.